# Regeringen De Geer den yngre
Regeringen De Geer den yngre var en svensk expeditionsministär som bildades 27 oktober 1920 då Louis De Geer den yngre efterträdde Hjalmar Branting som statsminister.
Efter det att ministrarna samfällt skrivit sina avskedsansökningar och bett kung Gustaf V att välja mellan dem och statsministern, avgick De Geer och ministären övertogs i sin helhet 23 februari 1921 av Oscar von Sydow, som bildade regeringen von Sydow.

## Statsråd
* Statsminister eller departementschef
| Statsminister          |  | Louis De Geer            | 27 oktober 1920 | 23 februari 1921 | Partilös                  |
| Justitieminister       |  | Birger Ekeberg           | 27 oktober 1920 | 23 februari 1921 | Partilös                  |
| Utrikesminister        |  | Herman Wrangel           | 27 oktober 1920 | 23 februari 1921 | Partilös                  |
| Försvarsminister       |  | Carl-Gustaf Hammarskjöld | 27 oktober 1920 | 23 februari 1921 | Allmänna valmansförbundet |
| Socialminister         |  | Henning Elmquist         | 27 oktober 1920 | 23 februari 1921 | Partilös                  |
| Kommunikationsminister |  | Walter Murray            | 27 oktober 1920 | 23 februari 1921 | Partilös                  |
| Finansminister         |  | Henric Tamm              | 27 oktober 1920 | 23 februari 1921 | Partilös                  |
| Ecklesiastikminister   |  | Bengt Bergqvist          | 27 oktober 1920 | 23 februari 1921 | Partilös                  |
| Jordbruksminister      |  | Nils Hansson             | 27 oktober 1920 | 23 februari 1921 | Partilös                  |
| Handelsminister        |  | Gösta Malm               | 27 oktober 1920 | 23 februari 1921 | Partilös                  |
| Konsultativa statsråd  |  |                          |                 |                  |                           |
| Konsultativt statsråd  |  | Knut Dahlberg            | 27 oktober 1920 | 23 februari 1921 | Partilös                  |
| Konsultativt statsråd  |  | Emil Mårten Ericsson     | 27 oktober 1920 | 23 februari 1921 | Partilös                  |